# شینتارو کاگو
شینتارو کاگو (انگلیسی: Shintaro Kago؛ زادهٔ ۱۹۶۹ (۵۵–۵۶ سال)) مانگاکا، و طراح اهل ژاپن است.